# Plancinus
Plancinus är ett släkte av spindlar. Plancinus ingår i familjen krabbspindlar.
Kladogram enligt Catalogue of Life:
| Plancinus | \| \| Plancinus brevipes \| \| \| \| \| \| Plancinus cornutus \| \| \| \| \| \| Plancinus runcinioides \| \| \| \| |
|           | \| \| Plancinus brevipes \| \| \| \| \| \| Plancinus cornutus \| \| \| \| \| \| Plancinus runcinioides \| \| \| \| |
|           | Plancinus brevipes                                                                                                 |
|           | |
|           | Plancinus cornutus                                                                                                 |
|           | |
|           | Plancinus runcinioides                                                                                             |
|           | |